# ناحیه کیلینوچی
ناحیه کیلینوچی (به لاتین: Kilinochchi District) یک ناحیه در سری‌لانکا است که در استان شمالی (سری‌لانکا) واقع شده‌است.

## خصوصیات
ناحیه کیلینوچی ۱٬۲۷۹ کیلومترمربع مساحت و ۱۱۲٬۸۷۵ نفر جمعیت دارد.